# Thánh Đức Thái tử
Thái tử Shotoku (聖徳太子 (Thánh Đức Thái tử) Shōtoku Taishi, 7 tháng 2 năm 574 – 8 tháng 4 năm 622), là con trai thứ hai của Thiên hoàng Yomei (用明, Dụng Minh). Ông là một nhà chính trị, nhà cải cách, nhân vật Phật giáo lừng danh trong lịch sử Nhật Bản. Theo Sakaiya Taichi, ông là người đã khởi xướng "tư tưởng gộp đạo" (Thần, Phật, Nho) duy nhất trên thế giới. Thánh Đức Thái tử chào đời vào tức là nửa sau thế kỷ thứ VI, khi quốc gia "thời cổ" này đã đứng vững.
Ông tên thật là Umayato (厩戸|Cứu Hộ) và có các tên khác như Toyosatomimi (豊聡耳|Phong Thông Nhĩ), Kamitsumiyaō (上宮王|Thượng Cung Vương). Thánh Đức Thái tử, hay Thái tử Shotoku, là thụy hiệu của ông.

## Thái tử Shotoku với Phật giáo
Thái tử Shotoku vốn học đạo với Huệ Từ - một vị cao tăng người Cao Ly đến Nhật Bản để truyền bá Phật pháp. Ông là người có công rất lớn trong việc truyền bá kiến thức Phật học đầu tiên ở Nhật Bản. Tự ông viết các luận giải về kinh Thắng Man, Pháp Hoa, kinh Duy-ma. Ông gửi nhiều đoàn sứ giả sang Trung Hoa để thu thập kinh điển Phật giáo; rồi sau đó kiến lập 7 ngôi chùa Phật giáo, trong đó có chùa Hōryū được ông xây làm ngôi chùa của chính mình:
1. Chùa Shitenō-ji,
2. Chùa Hōryū,
3. Chùa Yachū,
4. Chùa Kōryū,
5. Chùa Tachibana,
6. Chùa Ikejiri,
7. Chùa Katsuragi.

Thời đó với Nhật Bản, Phật giáo không chỉ là tôn giáo mà còn là một thứ văn hóa mới mẻ và có nhiều điểm tiến bộ. Các kỹ thuật về nông nghiệp, kiến trúc, chữa bệnh đã theo Phật giáo vào Nhật Bản và được dân chúng đón nhận. Triều đình chính thức đón nhận Phật giáo qua việc Thiên hoàng Yomei lễ Phật năm 585. Theo sử sách, Thiên Hoàng Yomei là vị Thiên hoàng đầu tiên làm lễ Phật. Tuy vậy, có lẽ đây chỉ là một buổi lễ không chính thức của bản thân Thiên hoàng. Vì Thiên hoàng, vốn được xem là hậu duệ của Thiên Chiếu Đại Thần Amaterasu, cũng đồng thời là Giáo chủ của Thần đạo nước Nhật, nên một Thiên hoàng làm lễ Phật ở chùa là chuyện có một không hai thời đó.
Trong giới quý tộc, dòng họ Soga mà tiêu biểu là Soga no Umako rất hâm mộ Phật giáo. Tuy nhiên, dòng họ đối địch với Soga là dòng họ Mononobe lại bài trừ Phật giáo và muốn duy trì sự độc tôn của Thần đạo. Sự đối địch dẫn tới chiến tranh. Thái tử Shotoku đứng về phe ủng hộ Phật giáo, tự cầm quân ra trận và đánh bại lực lượng đối lập. Trước khi ra trận, ông làm lễ cầu Tứ Thiên Vương và thề sẽ dựng chùa thờ Tứ Thiên Vương nếu thắng trận. Sau chiến thắng, ông cho dựng chùa Shitenō (Tứ Thiên Vương tự, ở khu Shitenō, thành phố Osaka ngày nay) và đưa chùa này lên hàng quốc tự.
Tuy hết mực ủng hộ Phật giáo, song Thái tử Shotoku không đàn áp Thần đạo mà sự thực là ông cũng ủng hộ Thần đạo không kém. Điều này tạo ra một truyền thống lâu dài ở Nhật Bản đó là sự thờ cúng nhiều tôn giáo cùng lúc ở dân chúng và triều đình Nhật Bản. Năm thứ 15 triều Thiên hoàng Suiko, Thái tử Shotoku đã tự tay viết Kính Thần Chiếu, tức là tờ chiếu tỏ lòng tôn kính với Thần đạo.

## Chính khách, nhà cải cách xuất chúng

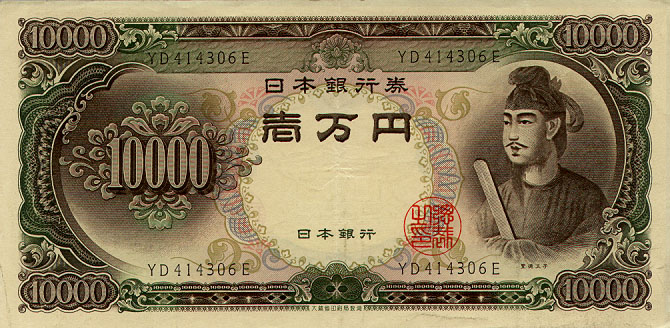
Chân dung Thánh Đức Thái tử trên đồng 10.000 yên.

Sau khi Thiên hoàng Yomei qua đời, Thái tử Shotoku tôn thái tử Hatsusebe lên ngôi, tức Thiên hoàng Sushun (Sushun). Ở ngôi được 5 năm thì Sushun bị Soga no Umako ám sát. Sử sách Nhật Bản chỉ chép có hai vị Thiên hoàng bị sát hại, đó là Thiên hoàng Ankan ở thế kỷ V và Thiên hoàng Sushun nói trên. Mâu thuẫn chính trị lớn ở Nhật Bản lúc đó thể hiện ở âm mưu của dòng họ Soga muốn lật đổ ngai vàng của Hoàng gia. Đáng ra, Thái tử Shotoku đã có thể lên nối ngôi, nhưng như vậy sẽ đẩy mâu thuẫn lên cao. Trước tình hình đó, ông từ chối ngôi báu và đưa cô của ông là Thiên hoàng Suiko (Thôi Cổ) lên nối ngôi. Đây là người phụ nữ đầu tiên giữ ngôi đế vương trong lịch sử Đông Á. Nhật Bản trước đó có truyền thống tôn thờ các nữ hoàng, nên việc tôn một nhân vật nữ lên làm Thiên hoàng đã khiến dòng họ Soga không bác bỏ được. Với sự lên ngôi của Thiên hoàng Suiko, vấn đề nhân sự coi như đã được giải quyết. Nhưng, vấn đề quan hệ "chính quyền liên hiệp" giữa Hoàng gia và dòng họ Soga sẽ tốt hay xấu còn là một câu hỏi. Vấn đề quan trọng nhất là tôn giáo vẫn chưa được giải quyết. Trước tình cảnh đó, Thái tử Shotoku trở thành quan nhiếp chính năm 593, đề xướng cải cách.
Với tư cách là quan nhiếp chính, Thái tử Shotoku đã ban hành "Hiến pháp 17 điều" và "Quan chế 12 bậc" để hướng Nhật Bản đi theo chế độ quan lại và có một bộ máy hành chính vững mạnh. Điều này có tác dụng giảm bớt ảnh hưởng của các dòng họ quý tộc. Trong một nỗ lực nhằm giảm bớt ảnh hưởng của các dòng họ quý tộc, nhất là dòng họ Soga, Thái tử Shotoku đã cho thiên đô từ Asuka tới Ikaruga. Trước đây, từ Asuka, Nhật thông thương với Trung Quốc thông qua con đường xuyên bán đảo Triều Tiên, có quan hệ mật thiết với dòng họ Soga. Nay, ông lệnh cho mở đường qua bến Naniwa tới Ozaka để thông thương trực tiếp với triều đình nhà Tùy.
Thái tử Shotoku cũng thành công về mặt ngoại giao, tiêu biểu là việc sai sứ sang Trung Quốc. Ông gửi đoàn sứ giả đầu tiên của Nhật Bản sang chầu hoàng đế nhà Tùy và trình quốc thư trong đó có ghi "Thiên tử nước mặt trời mọc gửi thư này tới thiên tử nước mặt trời lặn". Theo Sakaiya Taichi, ông cũng âm mưu phái quân tới bán đảo Triều Tiên để chinh phạt nước Tân La, lấy cớ yểm hộ nước Bách Tế. Kế hoạch không thành công vì Hoàng tử Kume no Miko - người được phong làm Đại tướng Tổng tư lệnh trong cuộc chinh phạt - bệnh mất. Những điều này được các sử gia Nhật Bản coi là những hành động đề cao vị thế quốc tế của Nhật Bản.

## Nhận định
Trong Mười hai người lập ra nước Nhật của Sakaiya Taichi, Thái tử Shotoku được xem là "một thiên tài" trong Hoàng gia. Taichi nhận xét:
| “                | Xem như trên thì thấy Thái tử Shotoku đã để lại sự nghiệp hiển hách trên nhiều lãnh vực. Song, cái ảnh hưởng của thái tử đối với nước Nhật ngày nay đáng nhấn mạnh nhất là sự nghiệp truyền bá Đạo Phật, bởi chính thái tử cũng vừa là một tín đồ vừa là một nhà nghiên cứu nhiệt tâm, đồng thời, đã thảo ra bài "chiếu kính Thần". Sự thật này đã được ghi chép trong sách Kojiki (Cổ Sự Ký) và sách Nihon Shoki (Nhật Bản Thư Kỷ). Nhưng, sự xuất hiện trong những sách này xem có vẻ đường đột. Có người nghi rằng sự việc này đã được lồng vào đó một cách vội vã khi người đời sau biên soạn sách đó. Sở dĩ nghi ngờ như vậy là vì nếu xét sự kiện thái tử là một Phật tử nhiệt thành, thì sự việc đó đáng lấy làm kỳ lạ. | ” |
| — Sakaiya Taichi | |   |

| “                | Đối với người Nhật, thì chiến tranh tôn giáo là cái gì thật sự không hiểu nổi. Khi xét vấn đề Trung Đông hay cuộc phân tranh Bosnia Helzegovina, người Nhật hoàn toàn thấy mù tịt khi đi vào vấn đề tôn giáo! Chỉ vì khác tôn giáo mà đánh nhau đến bỏ mạng, là chuyện chưa bao giờ thấy có ở Nhật Bản, kể từ trận phân tranh giữa hai họ Soga và Mononobe thời Thái tử Shotoku cho tới ngày nay. Người dân nước này đã thành như vậy là do Thái tử Shotoku, hay ít nhất cũng là do cái tinh thần thời đại tượng trưng bởi thái tử. | ” |
| — Sakaiya Taichi | |   |

Trước thập niên 1960, trên tờ giấy bạc 5 ngàn yen hay tờ 10 ngàn yen cũ có in hình Thánh Đức Thái tử. Hình này là một phần của tranh vẽ ông và hai người con. Trên thực tế, vấn đề gây tranh cãi là hình có mô tả chính xác ông hay không? Tuy nhiên, dù sao thì hình vẽ đã trở nên phổ biến với tư cách là "bộ mặt của Thánh Đức Thái tử".
Trên phương diện tôn giáo và văn hóa, ông được biết đến qua rất nhiều truyền thuyết. Giữa thập niên 1980, một tập sách hoạt họa vẽ ông được ra mắt ở Nhật Bản. Tập sách này được giới trẻ ưa chuộng, trở nên bán rất chạy. Điều khó tin là những nhân vật tôn giáo và ngoại giao trong lịch sử thường khó trở thành đề tài kể chuyện Kodan hay đề tài truyện cổ, vậy mà kịch hí hoạ về Thánh Đức Thái tử lại được bán chạy.
Cũng theo Sakaiya Taichi:
| “                | Thái tử Shotoku còn là một đối tượng thờ cúng của người Nhật đã từ lâu rồi. Sự thờ cúng thái tử chiếm một vị trí thoải mái trong tư tưởng gộp đạo mà chính thái tử đã sáng tạo ra. Thái tử một mặt cống hiến tối đa cho việc phổ cập Đạo Phật từ ngoài truyền vào, mặt khác đã có sự nghiệp to lớn là tạo ra cội nguồn của nền văn hóa Nhật Bản. Ngày nay, cái phong cách "gạn lọc lấy chỗ hay," tức là phương pháp áp dụng văn hóa một cách chọn lọc, chính là ảnh hưởng lớn nhất mà người Nhật tiếp nhận được từ thái tử vậy. | ” |
| — Sakaiya Taichi | |   |